# Senat Sahm III
Der Senat Sahm III war die Regierung der Freien Stadt Danzig vom 16. Januar 1929 bis zum 27. September 1930.

## Geschichte
Am 19. Januar 1928 waren neue nebenamtliche Senatoren in ihr Amt eingeführt worden, nach der erfolgten Volkstagswahl von Dezember 1927. Diese arbeiteten noch im Senat Sahm II mit. Am 18. Dezember 1928 wurden auch neue hauptamtliche Senatoren gewählt, gemäß der Verfassung spätestens zwölf Monate nach der letzten Volkstagswahl. Diese wurden am 16. Januar 1929 vereidigt. Die Sozialdemokraten stellten nun die meisten Senatoren. Daneben waren die Zentrumspartei und die Deutschliberalen vertreten. Präsident blieb Heinrich Sahm.
Ende März 1930 traten zuerst die liberalen, dann die sozialdemokratischen Senatoren zurück. Im Mai bildete Bürgermeister Sahm einen neuen Senat von Deutschnationalem, Zentrum und Deutschliberalen, der jedoch zwei Tage später wieder zurücktrat.
Am 17. Juni wurde ein neuer Senat gebildet, dem nun wieder Sozialdemokratische Partei, Zentrumspartei und Deutschliberale Partei angehörten. Diese beschlossen am 27. Juni Verfassungsänderungen. Danach sollte der Senat unter anderem zukünftig nur noch aus 12 statt bisher 22 Senatoren bestehen. Nach zwei Monaten wurde der bestehende Senat gemäß diesem Beschluss aufgelöst. Im November 1930 kam es zu vorgezogenen Neuwahlen zum Volkstag.

## Senatoren

### Hauptamtliche Senatoren
Am 18. Dezember 1928 wurden sieben neue hauptamtliche Senatoren gewählt, darunter nur zwei der bisherigen. Erstmals erfolgte die Verteilung der Posten nach Parteienproporz, sodass die Sozialdemokratische Partei mit 4 Sitzen die meisten Senatoren stellte. Weiter vertreten waren die Deutschliberale Partei mit zwei und die Zentrumspartei mit einem. Präsident des Senats blieb Heinrich Sahm.
| Amt                  | Name                        | Partei                     | Bemerkungen                                                               |
| -------------------- | --------------------------- | -------------------------- | ------------------------------------------------------------------------- |
| Präsident des Senats | Heinrich Sahm               | parteilos                  |                                                                           |
| Inneres              | Friedrich Grünhagen         | Sozialdemokratische Partei | vorher nebenamtlicher Senator, starb am 18. Februar 1929, Neubesetzung ?? |
| soziale Fürsorge     | Willibald Wiercinski-Keiser | Zentrum                    | wiedergewählt                                                             |
| Kultus               | Hermann Strunk              | Deutschliberale Partei     | wiedergewählt                                                             |
| Finanzen             | Bernhard Kamnitzer          | Sozialdemokratische Partei | vorher nebenamtlicher Senator                                             |
| öffentliche Arbeiten | Franz Arczynski             | Sozialdemokratische Partei | vorher nebenamtlicher Senator                                             |
| Bauten               | Hugo Althoff                | Zentrum                    | begann Tätigkeit am 1. April                                              |
| Justiz und Post      | Alfred Evert                | Deutschliberale            |                                                                           |

### Nebenamtliche Senatoren Januar 1929 – März 1930
Am 18. Januar 1928 waren die nebenamtlichen Senatoren für die neue Legislaturperiode (nach der Volkstagswahl) gewählt worden. Diese arbeiteten noch im Senat Sahm II mit. Nach der Bildung des neuen Senats Sahm III am 16. Januar 1929 wurden vier nebenamtliche Senatoren neu bestimmt, da die entsprechenden bisherigen zu hauptamtlichen Senatoren eingesetzt wurden. Die Sozialdemokratische Partei erhielt sechs Senatorenposten, die Zentrumspartei vier und die Deutschliberale Partei drei. Alma Richter wurde der erste weibliche Senator in der Geschichte Danzigs. Vizepräsident blieb Julius Gehl.
| Amt                            | Name                       | Partei                     | Bemerkungen                                                         |
| ------------------------------ | -------------------------- | -------------------------- | ------------------------------------------------------------------- |
| Stellvertreter des Präsidenten | Julius Gehl                | Sozialdemokratische Partei |                                                                     |
|                                | Max Behrendt               | Sozialdemokratische Partei | neu gewählt                                                         |
|                                | Ernst Loops                | Sozialdemokratische Partei | neu gewählt, trat 1929 zurück                                       |
| Willy Moritz                   | Sozialdemokratische Partei | Nachfolger                 |                                                                     |
|                                | Gustav Klingenberg         | Sozialdemokratische Partei | neu gewählt                                                         |
|                                | Max Ramminger              | Sozialdemokratische Partei |                                                                     |
|                                | Walter Reek                | Sozialdemokratische Partei | ?                                                                   |
|                                | Karl Rehberg               | Sozialdemokratische Partei |                                                                     |
|                                | Hans Zint                  | Sozialdemokratische Partei | (?)                                                                 |
|                                | Karl Formell               | Zentrum                    |                                                                     |
|                                | Karl Fuchs ?               | Zentrum                    | trat 1928 oder 1929 zurück                                          |
| Viktor Rembold                 | Zentrum                    | Nachfolger                 |                                                                     |
|                                | Bruno Kurowski             | Zentrum                    |                                                                     |
|                                | Anton Sawatzki             | Zentrum                    |                                                                     |
|                                | Julius Jewelowski          | Deutschliberale Partei     |                                                                     |
|                                | Alma Richter               | Deutschliberale Partei     | neu gewählt am 29. Januar 1929, erster weiblicher Senator in Danzig |
|                                | Kurt Siebenfreund          | Deutschliberale Partei     |                                                                     |

### Nebenamtliche Senatoren Juni 1930 – September 1930
Am 17. Juni 1930 wurden neue nebenamtliche Senatoren eingesetzt. Die Sozialdemokratische Partei erhielt sieben, die Zentrumspartei vier und die Beamtenpartei (Bürgerliche Arbeitsgemeinschaft) zwei Posten. Vizepräsident wurde wieder Julius Gehl.
Im September 1930 endete deren Tätigkeit mit der Auflösung des Senats.
| Amt                            | Name               | Partei                     | Bemerkungen                                           |
| ------------------------------ | ------------------ | -------------------------- | ----------------------------------------------------- |
| Stellvertreter des Präsidenten | Julius Gehl        | Sozialdemokratische Partei |                                                       |
|                                | Max Behrendt       | Sozialdemokratische Partei |                                                       |
| Handel und Gewerbe             | Arthur Grünspan    | Sozialdemokratische Partei | möglicherweise nicht Mitglied der Partei, neu gewählt |
|                                | Gustav Klingenberg | Sozialdemokratische Partei |                                                       |
|                                | Willy Moritz       | Sozialdemokratische Partei |                                                       |
|                                | Gertrud Müller     | Sozialdemokratische Partei | neu gewählt, zweite Senatorin in Danzig               |
|                                | Max Plettner       | Sozialdemokratische Partei | neu gewählt                                           |
|                                | Max Ramminger      | Sozialdemokratische Partei |                                                       |
|                                | Karl Formell       | Zentrum                    |                                                       |
|                                | Bruno Kurowski     | Zentrum                    |                                                       |
|                                | Viktor Rembold     | Zentrum                    |                                                       |
|                                | Anton Sawatzki     | Zentrum                    |                                                       |
|                                | Arno Jahr          | Beamtenpartei              | neu gewählt                                           |
|                                | Ewald Penner       | Beamtenpartei              | Regierungs-Amtsrat, neu gewählt                       |